# Couëron
 Couëron  es una población y comuna francesa, situada en la región de Países del Loira, departamento de Loira Atlántico, en el distrito de Nantes y cantón de Saint-Étienne-de-Montluc.

## Demografía
| 3 834 | 3 273 | 3 735 | 4 062 | 4 214 | abs. | 4 522 | 4 338 | 4 493 | 4 709 | 4 508 | 4 450 | 4 343 | 4 841 | 4 942 | 5 377 | 5 947 | 6 005 | 5 862 | 6 055 | 6 293 | 8 271 | 8 627 | 8 886 | 9 954 | 11 092 | 11 641 | 12 276 | 13 273 | 14 113 | 16 319 | 17 808 | 18 392 |
| Para los censos de 1962 a 1999 la población legal corresponde a la población sin duplicidades (Fuente: INSEE [Consultar]) |       |       |       |       |      |       |       |       |       |       |       |       |       |       |       |       |       |       |       |       |       |       |       |       |        |        |        |        |        |        |        |        |

Forma parte de la aglomeración urbana de Nantes.